# Вейдикі
Вейдикі (пол. Wejdyki, нім. Weidicken) — село в Польщі, у гміні Рин Гіжицького повіту Вармінсько-Мазурського воєводства.
Населення — 135 осіб (2011).
У 1975-1998 роках село належало до Сувальського воєводства.

## Демографія
Демографічна структура станом на 31 березня 2011 року:
|          | Загалом | Допрацездатний вік | Працездатний вік | Постпрацездатний вік |
| -------- | ------- | ------------------ | ---------------- | -------------------- |
| Чоловіки | 81      | 23                 | 54               | 4                    |
| Жінки    | 54      | 13                 | 32               | 9                    |
| Разом    | 135     | 36                 | 86               | 13                   |